# Scopula ruficolor
Scopula ruficolor är en fjärilsart som beskrevs av Louis Beethoven Prout 1916. Scopula ruficolor ingår i släktet Scopula och familjen mätare. Inga underarter finns listade.